# Karel Šebor
Karel Šebor (Brandýsek, 13 d'agost de 1843 - Praga, 17 de maig de 1903) fou un compositor i violinista txec.
Estudià en el Conservatori de Praga sota la direcció de Johann Friedrich Kittl, i fou professor de música a Polònia, director d'orquestra a Erfurt i en el Teatre Nacional de Praga, i des del 1871 fou el cap d'una banda militar a Viena.
Se li deuen algunes òperes, tals com:
- Els templers a Moràvia (1865)
- Drahomira (1878)
- La núvia hussita (1878)
- Blanka (1878)
- La boda anul·lada (1878), etc.

Així com alguns cors, música de cambra, lieder i algunes peces per a piano